# Ingrandes (Vienne)
Pour les articles homonymes, voir Ingrandes.
Ingrandes, ou Ingrandes-sur-Vienne,  est une commune du Centre-Ouest de la France, située près de Châtellerault, dans le département de la Vienne en région Nouvelle-Aquitaine.

## Géographie

### Localisation
Le bourg est situé au nord de Châtellerault, dans le département de la Vienne.

### Communes limitrophes
| Vaux-sur-Vienne | Dangé-Saint-Romain |      |
| Antran          | Ingrandes          | Oyré |
|                 | Châtellerault      |      |

### Climat
Pour des articles plus généraux, voir Climat de la Nouvelle-Aquitaine et Climat de la Vienne.
Historiquement, la commune est exposée à un climat océanique du nord-ouest.  
En 2020, Météo-France publie une typologie des climats de la France métropolitaine dans laquelle la commune est exposée à un climat océanique altéré et est dans la région climatique  Poitou-Charentes, caractérisée par un bon ensoleillement, particulièrement en été et des vents modérés.
Pour la période 1971-2000, la température annuelle moyenne est de 11,5 °C, avec une amplitude thermique annuelle de 15 °C. Le cumul annuel moyen de précipitations est de 662 mm, avec 10,5 jours de précipitations en janvier et 6,5 jours en juillet. Pour la période 1991-2020, la température moyenne annuelle observée sur la station météorologique la plus proche, située sur la commune de Lésigny à 15,49 km à vol d'oiseau, est de 12,1 °C et le cumul annuel moyen de précipitations est de 743,3 mm,. Pour l'avenir, les paramètres climatiques de la commune estimés pour 2050 selon différents scénarios d’émission de gaz à effet de serre sont consultables sur un site dédié publié par Météo-France en novembre 2022.

## Urbanisme

### Typologie
Au 1er janvier 2024, Ingrandes est catégorisée commune rurale à habitat dispersé, selon la nouvelle grille communale de densité à sept niveaux définie par l'Insee en 2022.
Elle est située hors unité urbaine. Par ailleurs la commune fait partie de l'aire d'attraction de Châtellerault, dont elle est une commune de la couronne,. Cette aire, qui regroupe 44 communes, est catégorisée dans les aires de 50 000 à moins de 200 000 habitants,.

### Occupation des sols
L'occupation des sols de la commune, telle qu'elle ressort de la base de données européenne d’occupation biophysique des sols Corine Land Cover (CLC), est marquée par l'importance des territoires agricoles (68,5 % en 2018), en diminution par rapport à 1990 (70,1 %). La répartition détaillée en 2018 est la suivante : 
terres arables (39,6 %), zones agricoles hétérogènes (25,9 %), forêts (22,2 %), zones industrielles ou commerciales et réseaux de communication (6 %), prairies (2,9 %), zones urbanisées (2,1 %), eaux continentales (1,2 %). L'évolution de l’occupation des sols de la commune et de ses infrastructures peut être observée sur les différentes représentations cartographiques du territoire : la carte de Cassini (XVIIIe siècle), la carte d'état-major (1820-1866) et les cartes ou photos aériennes de l'IGN pour la période actuelle (1950 à aujourd'hui).

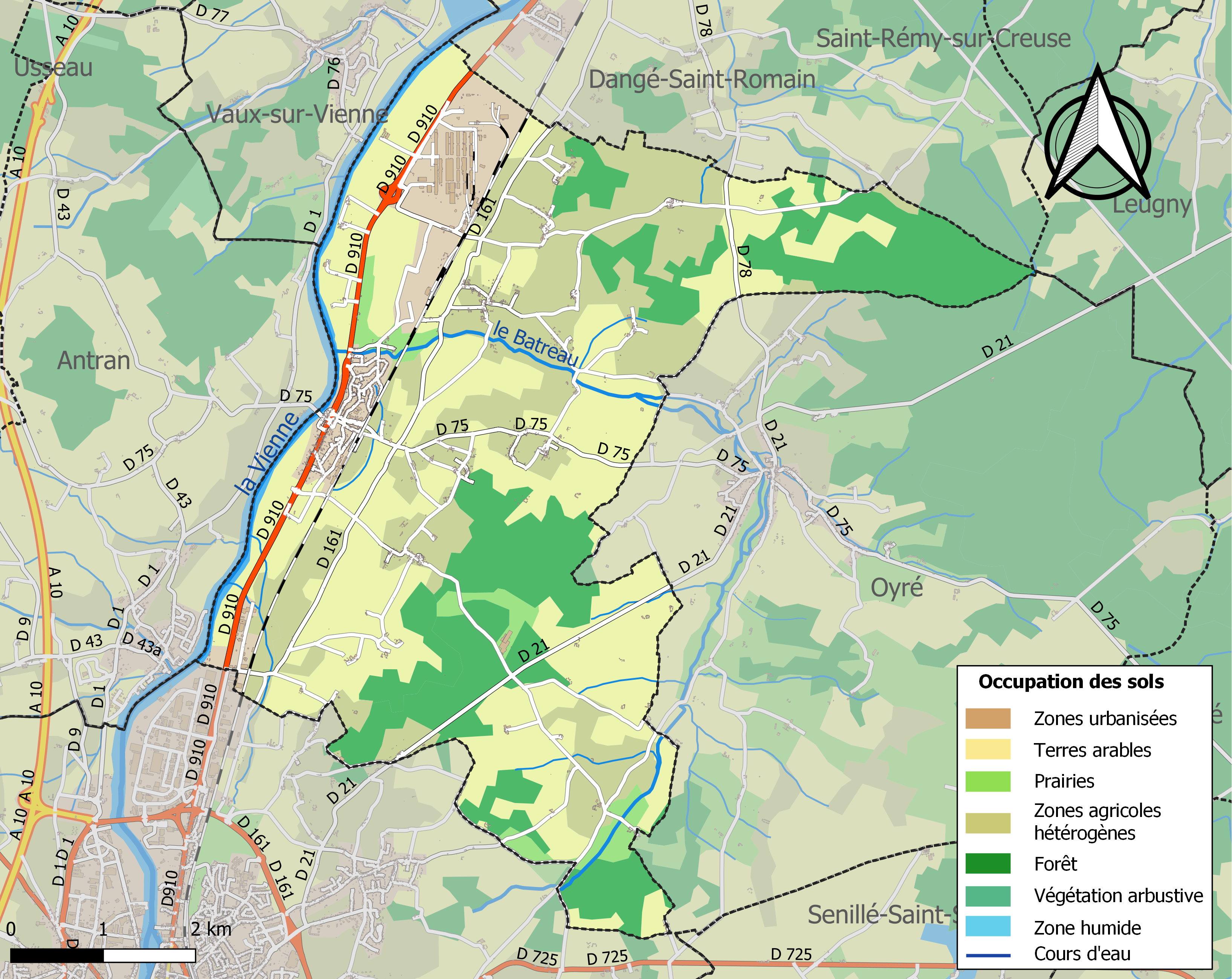
Carte des infrastructures et de l'occupation des sols de la commune en 2018 (CLC).

### Risques majeurs
Le territoire de la commune d'Ingrandes est vulnérable à différents aléas naturels : météorologiques (tempête, orage, neige, grand froid, canicule ou sécheresse), inondations, feux de forêts, mouvements de terrains et séisme (sismicité modérée). Il est également exposé à deux risques technologiques,  le transport de matières dangereuses et la rupture d'un barrage. Un site publié par le BRGM permet d'évaluer simplement et rapidement les risques d'un bien localisé soit par son adresse soit par le numéro de sa parcelle.

#### Risques naturels
Certaines parties du territoire communal sont susceptibles d’être affectées par le risque d’inondation par débordement de cours d'eau, notamment la Vienne et le Batreau. La commune a été reconnue en état de catastrophe naturelle au titre des dommages causés par les inondations et coulées de boue survenues en 1982, 1993, 1995, 1999 et 2010,. Le risque inondation est pris en compte dans l'aménagement du territoire de la commune par le biais du plan de prévention des risques (PPR) inondation (PPRI) de la « vallée de la Vienne "aval" - Section Antran/Port-de-Piles », approuvé le 20 avril 2010 et par le PPRI « Vienne Communauté d’Agglomération de Grand Châtellerault (CAGC) », prescrit le 28 janvier 2021.
Ingrandes est exposée au risque de feu de forêt. En 2014, le deuxième plan départemental de protection des forêts contre les incendies (PDPFCI) a été adopté pour la période 2015-2024. Les obligations légales de débroussaillement dans le département sont définies dans un arrêté préfectoral du 29 mai 2015,, celles relatives à l'emploi du feu et au brûlage des déchets verts le sont dans un arrêté permanent du 24 mai 2015,.

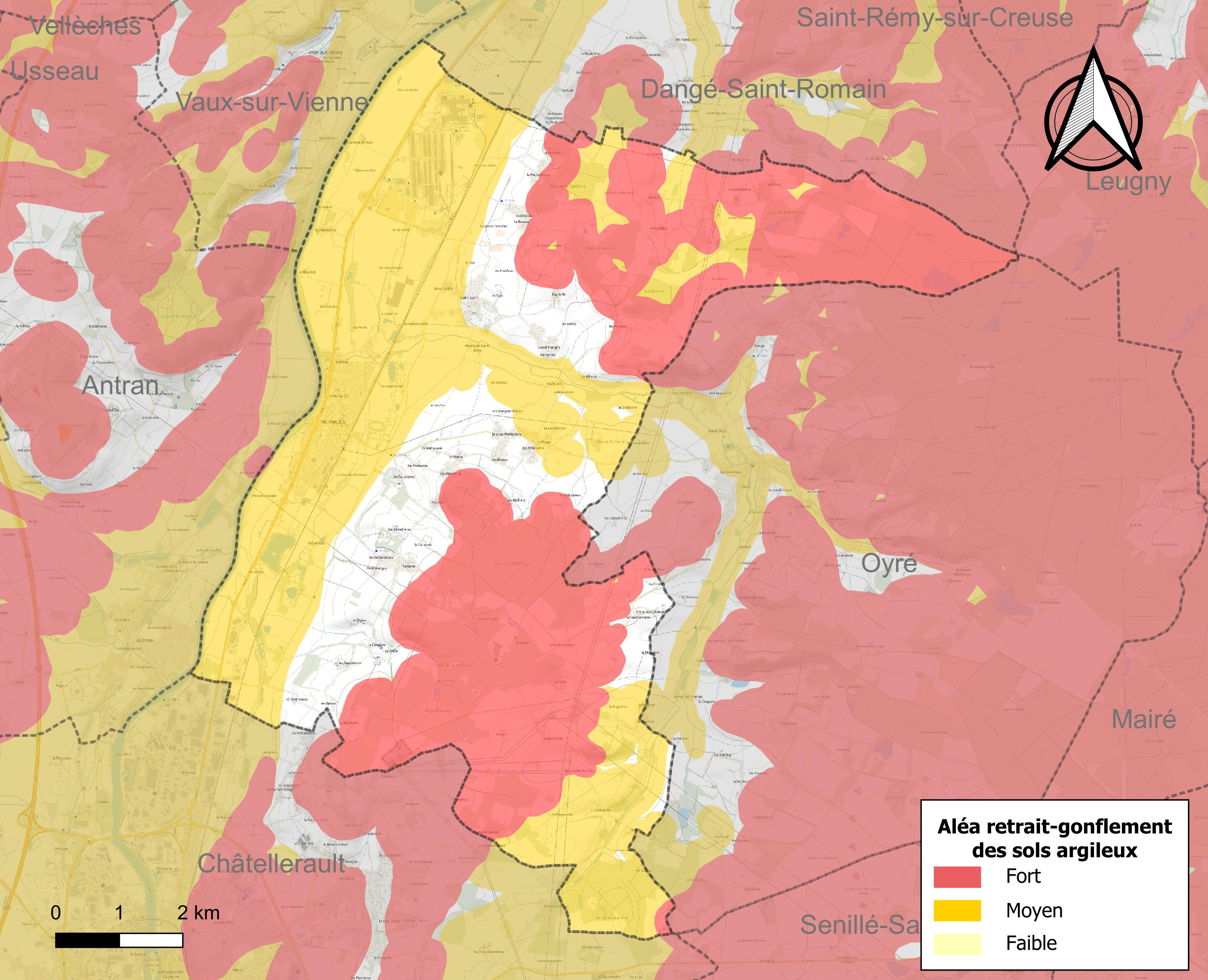
Carte des zones d'aléa retrait-gonflement des sols argileux d'Ingrandes.

Les mouvements de terrains susceptibles de se produire sur la commune sont des affaissements et effondrements liés aux cavités souterraines (hors mines) et des tassements différentiels. Afin de mieux appréhender le risque d’affaissement de terrain, un inventaire national permet de localiser les éventuelles cavités souterraines sur la commune. Le retrait-gonflement des sols argileux est susceptible d'engendrer des dommages importants aux bâtiments en cas d’alternance de périodes de sécheresse et de pluie. 81,7 % de la superficie communale est en aléa moyen ou fort (79,5 % au niveau départemental et 48,5 % au niveau national). Depuis le 1er octobre 2020, en application de la loi ÉLAN, différentes contraintes s'imposent aux vendeurs, maîtres d'ouvrages ou constructeurs de biens situés dans une zone classée en aléa moyen ou fort,.
La commune a été reconnue en état de catastrophe naturelle au titre des dommages causés par des mouvements de terrain en 1999 et 2010.

#### Risque technologique
La commune est en outre située en aval du barrage de Vassivière, un ouvrage de classe A situé dans le département de la Creuse, sur la Maulde. Le PPI a été approuvé par arrêté interpréfectoral du 29 décembre 2010. À ce titre elle est susceptible d’être touchée par l’onde de submersion consécutive à la rupture de cet ouvrage.

## Toponymie
Attestée sous les formes Fines en 170, vicus Ingrandisse en 637 puis viculo Igorande à l'époque mérovingienne.
Ingrandes est un nom dérivé du toponyme gaulois equoranda qui signifie juste aux limites ou limite équitable. Il indique une limite territoriale ou une frontière. À l'époque gauloise, Ingrandes était située à la limite entre les peuples des Turons et des Pictons, qui devint ensuite limite entre l'évêché de Tours et celui de Poitiers, puis entre la Touraine et le Poitou, enfin, entre l'Indre-et-Loire et la Vienne.
Le nom d'Ingrandes apparaît pour la première fois en 637 (vicus Ingrandisse) ; mais auparavant, en 140, on trouve le nom latin Fines, qui a le même sens.
Equoranda a donné les noms d'Augurandes, Guirande… avant que le nom du village, après environ seize dénominations différentes, se stabilise à la fin du XVIIIe siècle pour devenir Ingrandes.
La commune est parfois désignée sous le nom d'Ingrandes-sur-Vienne, mais celui-ci n'a pas d'existence officielle.

## Histoire
Les plus anciens vestiges découverts sur le territoire datent du paléolithique inférieur : bifaces et éclats retouchés qui servaient d'armes et/ou d'outils, ainsi que de nombreuses autres pièces datant du paléolithique moyen (-150 000 ans à - 40 000 ans).
Du néolithique, le sol a gardé des traces d'une activité de défrichage par la présence de haches polies.
Les Gaulois, puis les Romains ont laissé des témoignages de leur occupation : tuiles, fibules, céramiques… Deux voies romaines existaient à Ingrandes dont l'une traversait la Vienne : la « Vigenna » des Gaulois.
En 681, le cortège accompagnant le corps de saint Léger se dirigeant à Saint-Maixent traversa la rivière en empruntant l'un des gués - probablement celui du Gers - mais avant, le cortège s'arrêta à Ingrandes. Le cortège comportait de nombreux mendiants et infirmes. L'évêque de Poitiers leur fait porter des vivres mais en quantité insuffisante. Une multiplication des pains vint à bout de la disette. Des guérisons miraculeuses furent rapportées : celles de boiteux, d'un paralytique, d'un jeune aveugle, d'une femme aux mains tordues…
Au IXe siècle, Ingrandes est le siège d'une viguerie, c'est-à-dire d'une circonscription administrative carolingienne qui s'étendait depuis Bellefonds et Bonneuil-Matours jusqu'à Noyers en Touraine.

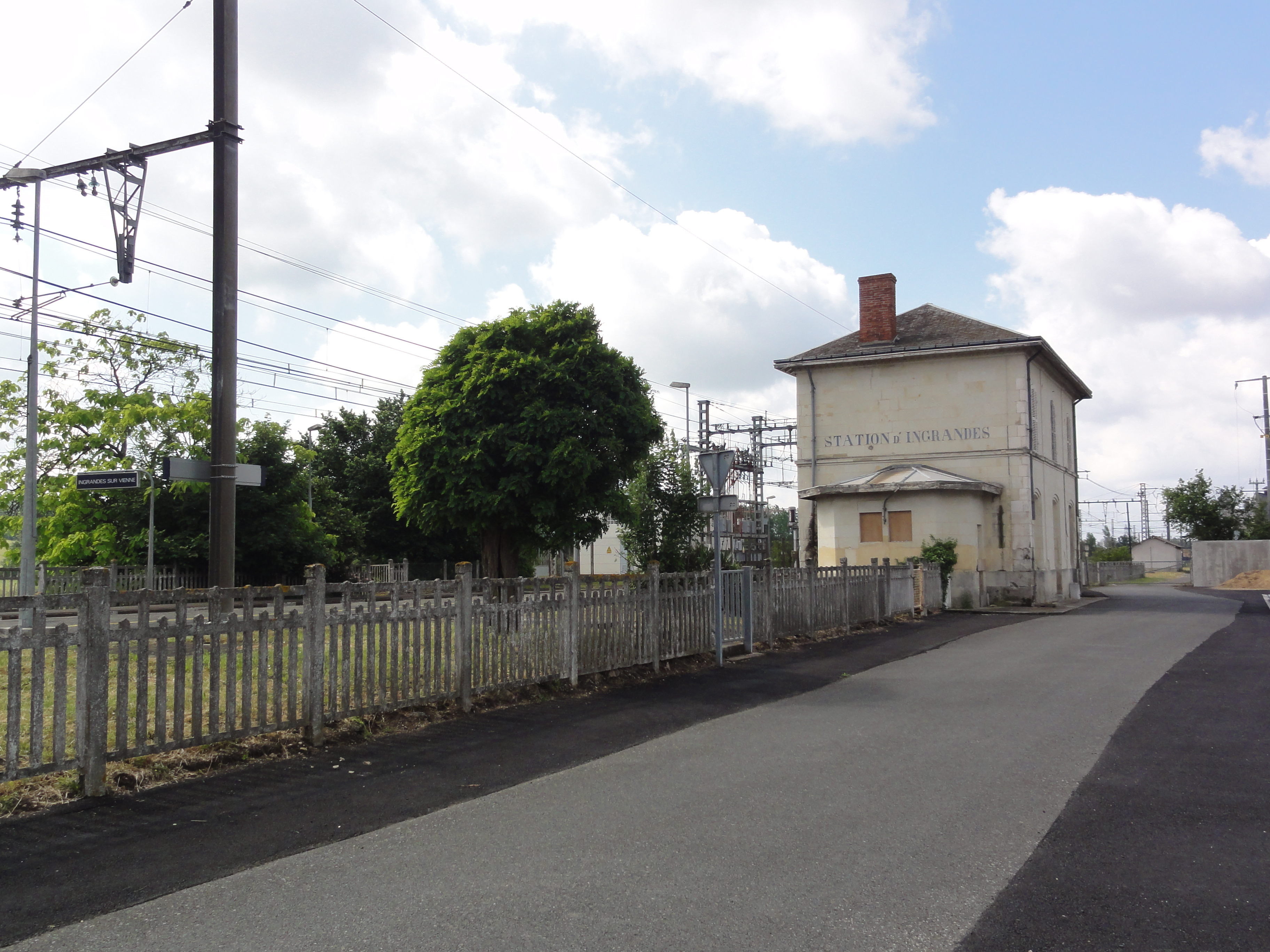
La gare d'Ingrandes.

Au Moyen Âge, les pèlerins en partance pour Saint-Jacques-de-Compostelle faisaient halte à Ingrandes. Après la guerre de Cent Ans, les d'Allogny de la Groie contribuèrent à asseoir le pouvoir royal.
Sur l'axe Paris-Hendaye, Ingrandes voyait passer au XVIIIe siècle, des services de voitures régulières.
En 1844, un relais de poste, détruit en 1971, « la Poste aux chevaux » fut construit. Le transport par diligence prit fin vers 1853 avec l'arrivée du chemin de fer.
Le camp de Saint-Ustre (actuelle Zone Industrielle) a été créé en 1914-1918 ; utilisé par les Allemands durant la Seconde Guerre mondiale, il est bombardé le 22 juillet 1944 par les aviations alliées. Les destructions dues au bombardement provoquent son abandon. Il sert de dépôt à un régiment d'artillerie de Poitiers après la guerre. Il est occupé de 1952 à 1967 par les militaires américains qui en font un dépôt et centre de réparations de la COMZ (plus d'un millier de militaires US et d'un millier de salariés français). Au deuxième semestre 1967, le groupe Hutchinson s'installe sur une partie du camp (unité de fabrication de bottes - marque Aigle aujourd'hui - centre administratif et magasin d'usine), et une centrale d'achat de la Coop Atlantique s'y installa aussi pendant de longues années jusqu'en 2018.
Dans cette même zone industrielle, l'usine des Fonderies du Poitou (appartenantaux groupes Teksid et Saint-Jean Industries) s'implanta à la fin des années 1970 par l'intermédiaire du groupe Renault, son propriétaire originel avant des cesser ses activités dans les années 2020.

## Héraldique
| Blason de Ingrandes | Blason  | D'azur au lion d'or accompagné de deux fleurs de lis en chef et d'une étoile en pointe, le tout du même; à la filière d'or. |
| Blason de Ingrandes | Détails | Le statut officiel du blason reste à déterminer.                                                                            |

## Politique et administration
Le village de Saint-Ustre fut rattaché à Ingrandes en 1818.

### Liste des maires
| Période   | Période   | Identité                    | Étiquette | Qualité                     |
| --------- | --------- | --------------------------- | --------- | --------------------------- |
| 1873      | 1877      | Achille Jean BRUN           |           |                             |
| 1878      | 1887      | Adolphe Fernand FAULCON     |           |                             |
| 1888      | 1900      | Edmond François CLERENDEAU  |           | Cultivateur et propriétaire |
| 1901      | 1903      | François TIRET              |           |                             |
| 1904      | 1925      | Edmond François CLERENDEAU  |           | Cultivateur et propriétaire |
| 1925      | 1965      | Edmond Roger CLERENDEAU     |           | Cultivateur et propriétaire |
| 1977      | 1992      | Michel MONTENAY (démission) | RPR       | Dirigeant de société        |
| 1992      | 1995      | Gérard SAVOURIN             |           |                             |
| mars 1995 | mars 2014 | Yves RÉGNIER                | SE        |                             |
| mars 2014 | en cours  | Bénédicte de Courrèges      |           |                             |

### Instances judiciaires et administratives
La commune relève du tribunal d'instance de Poitiers, du tribunal de grande instance de Poitiers, de la cour d'appel  Poitiers, du tribunal pour enfants de Poitiers, du conseil de prud'hommes de Poitiers, du tribunal de commerce de Poitiers, du tribunal administratif de Poitiers et de la cour administrative d'appel  de  Bordeaux,  du tribunal des pensions de Poitiers, du tribunal des affaires de la Sécurité sociale de la Vienne, de la cour d’assises de la Vienne.

### Services publics
Les réformes successives de La Poste ont conduit à la fermeture de nombreux bureaux de poste ou à leur transformation en simple relais. Toutefois, la commune a pu maintenir le sien.

### Politique environnementale

#### Traitement des déchets et économie circulaire
La commune accueille l'un des 11 centres de compostage des déchets organiques du département. Le tonnage annuel est de 110 000 tonnes alors que pour l'ensemble des équipements du département, il est de 175 050 tonnes.

## Démographie
L'évolution du nombre d'habitants est connue à travers les recensements de la population effectués dans la commune depuis 1793. Pour les communes de moins de 10 000 habitants, une enquête de recensement portant sur toute la population est réalisée tous les cinq ans, les populations de référence des années intermédiaires étant quant à elles estimées par interpolation ou extrapolation. Pour la commune, le premier recensement exhaustif entrant dans le cadre du nouveau dispositif a été réalisé en 2006.

En 2022, la commune comptait 1 704 habitants, en évolution de −2,96 % par rapport à 2016 (Vienne : +0,6 %, France hors Mayotte : +2,11 %).
| 1793 | 1800 | 1806 | 1821 | 1831 | 1836 | 1841 | 1846  | 1851  |
| ---- | ---- | ---- | ---- | ---- | ---- | ---- | ----- | ----- |
| 832  | 792  | 620  | 865  | 889  | 896  | 878  | 1 054 | 1 123 |

| 1856  | 1861  | 1866  | 1872 | 1876  | 1881  | 1886  | 1891  | 1896  |
| ----- | ----- | ----- | ---- | ----- | ----- | ----- | ----- | ----- |
| 1 130 | 1 130 | 1 075 | 956  | 1 006 | 1 050 | 1 131 | 1 063 | 1 038 |

| 1901  | 1906  | 1911  | 1921  | 1926  | 1931  | 1936  | 1946  | 1954  |
| ----- | ----- | ----- | ----- | ----- | ----- | ----- | ----- | ----- |
| 1 043 | 1 028 | 1 034 | 1 062 | 1 160 | 1 020 | 1 021 | 1 008 | 1 091 |

| 1962  | 1968 | 1975  | 1982  | 1990  | 1999  | 2006  | 2011  | 2016  |
| ----- | ---- | ----- | ----- | ----- | ----- | ----- | ----- | ----- |
| 1 049 | 950  | 1 461 | 1 700 | 1 765 | 1 723 | 1 795 | 1 764 | 1 756 |

| 2021  | 2022  | - | - | - | - | - | - | - |
| ----- | ----- | - | - | - | - | - | - | - |
| 1 714 | 1 704 | - | - | - | - | - | - | - |

En 2008, selon l’Insee, la densité de population de la commune était de 52 hab./km2 contre 61 hab./km2 pour le département, 68 hab./km2 pour la région Poitou-Charentes et 115 hab./km2 pour la France.

## Économie

### Agriculture
Selon la direction régionale de l'Alimentation, de l'Agriculture et de la Forêt de Poitou-Charentes, il n'y a plus que 32 exploitations agricoles en 2010 contre 41 en 2000.
Les surfaces agricoles utilisées ont diminué et sont passées de 1 947 hectares en 2000 à 1 450 hectares en 2010. 57 % sont destinées à la culture des céréales (blé tendre essentiellement mais aussi orges et maïs), 27 % pour les oléagineux (1/4 en colza et 3/4 en tournesol),moins de 1 % pour le fourrage et 3 % reste en herbes. En 2010, 4 hectares (7 hectares en 2000) sont consacrés à la vigne. En 2000, 18 exploitations se répartissaient le vignoble contre 12 en 2010.
Des élevages de bovins et de volailles ont disparu en 2010 (respectivement; 241 têtes sur 6 fermes et 384 têtes sur 17 en 2000). En revanche, un petit élevage de caprins est apparu au cours de cette décennie : 24 têtes pour 3 fermes en 2010 (0 en 2000).

### Industrie
La commune est fortement concernée par l'activité industrielle depuis l'arrivée d'Hutchinson en 1967 et aujourd'hui, filiale du groupe Total. En 2008, trois autres sociétés employaient plus de 200 salariés : La Fonderie du Poitou Aluminium (Saint-Jean Industries) (505), la Fonderie de Poitou Fonte (460) du groupe Teksid et Aigle (450 salariés).

## Culture locale et patrimoine

### Lieux et monuments
- L'église  Saint-Maxent de Saint-Ustre date de la fin du XIe siècle pour son clocher. La chapelle date de la fin du XVe siècle ou du début du XVIe siècle.
- Les trois tours du château de Saint-Ustre.

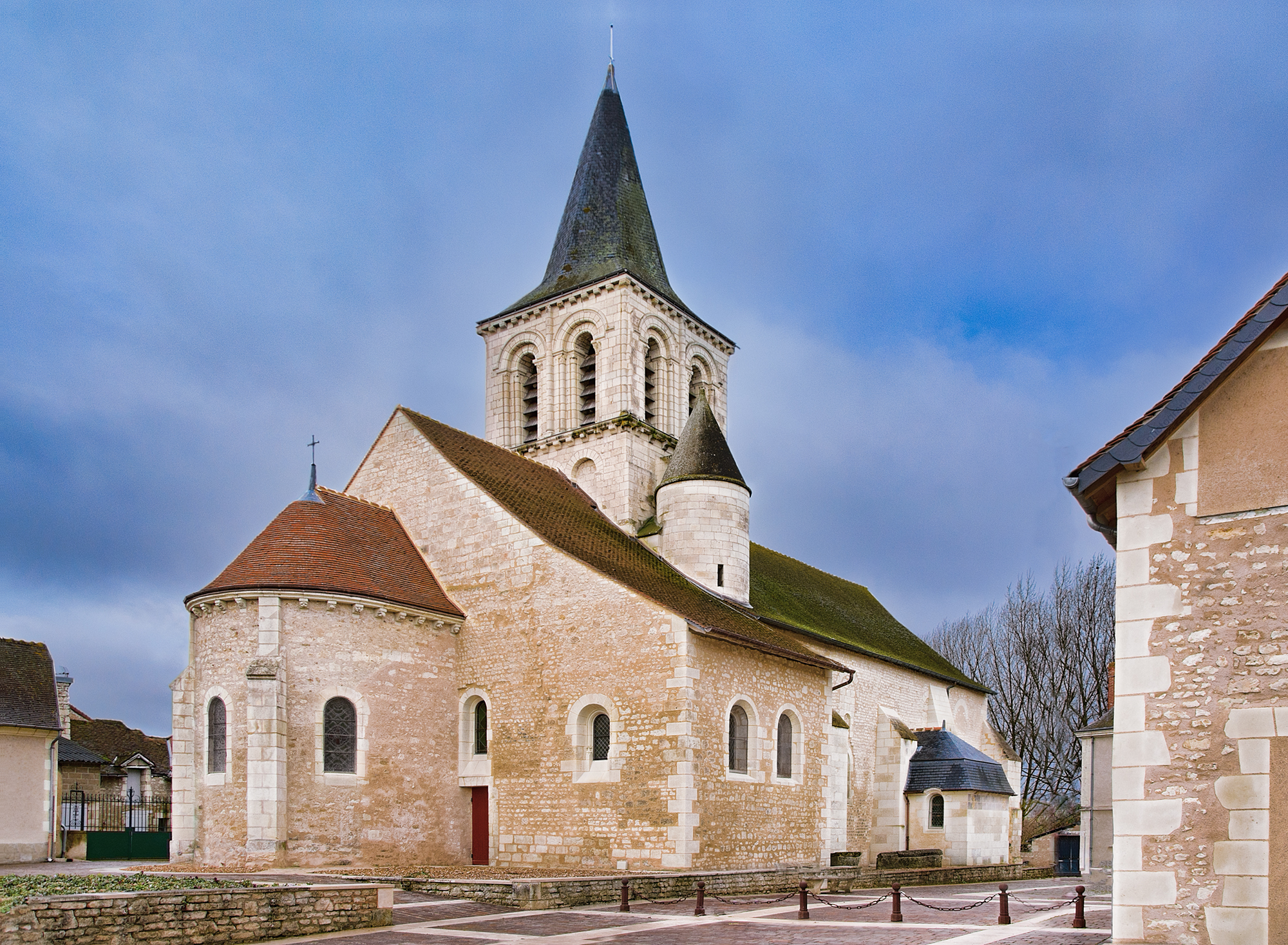
Église Saint-Pierre-et-Saint-Paul.

- Église Saint-Pierre-et-Saint-Paul d'Ingrandes-sur-Vienne. L'édifice a été classé au titre des monuments historique en 1910[39].
- Château de la Groie dont l'enceinte, la porte et la tour sont inscrites comme Monument Historique depuis 1935. Du château féodal construit par l'une des familles les plus anciennes du Poitou, les Allogny, qui occupaient des fonctions à la cour des rois français Louis XI et Charles VIII, il ne reste que les immenses communs. deux tours d'enceinte du XVe siècle, à mâchicoulis et le chemin de ronde flanquent deux ailes basses encadrant le porche d'entrée. la porte principale du porche comporte des armoiries du XVIIe siècle sculptées, surmontées d'une couronne marquisale. En effet, le domaine fut érigé en marquisat en janvier 1661.
- Le logis Le Chêne, place forte des XIe et XIIe siècles.
- Le Grand Marigny, importante forteresse connue dès le Xe siècle dont il ne reste que l'entrée du château, une tour d'angle et deux magnifiques fours à pain.
- Le Petit Marigny daterait de la fin du XIVe siècle ou du début du XVe siècle.

### Personnalités liées à la commune
- René Descartes, qui selon une tradition locale y serait né, le 31 mars 1596 au bord de la route avant d'être transporté avec sa mère au manoir de la Sybillière, chez des amis de la famille (non sourcé). Descartes possédait des terres et un domaine sur le territoire actuel d'Ingrandes. Il y écrivit en 1628, ses Regulae.
- Charles d'Aloigny de la Grois Lieutenant des Troupes de la Marine au Québec, est né et a été baptisé le 15 octobre 1662 dans la chapelle familiale de la Grois  d'Ingrandes. Il se marie au Québec à Geneviève Macard et meurt en mer en 1714.

## Sources